# Briza uniolae
Briza uniolae là một loài thực vật có hoa trong họ Hòa thảo. Loài này được (Nees) Steud. mô tả khoa học đầu tiên năm 1854.